# Zahodna Sahara
Zahodna Sahara (arabsko الصحراء الغربية, latinizirano: as-Ṣaḥrā' al-Gharbīyah; špansko Sahara Occidental) je ozemlje v Severni Afriki, ki na severu meji na Maroko, na severovzhodu na Alžirijo, na vzhodu in jugu na Mavretanijo in na zahodu na Atlantski ocean. Sestoji predvsem iz puščavskih nižin in je eno od najredkeje poseljenih ozemelj na svetu. Največje mesto, v katerem živi čez polovica prebivalstva, je El Aaiún/Laâyoune.
Zahodna Sahara je od 1960. let, ko je bila še španska kolonija, na Seznamu nesamoupravnih ozemelj Združenih narodov. Po odhodu španskih kolonizatorjev leta 1976 je Zahodna Sahara proglasila samostojnost, ki je bila že naslednje dni oskrunjena z vpadom maroške vojske na severu ter mavretanske vojske na jugu. V maroški invaziji leta 1976 je bila pregnana večina Sahark in Saharcev v sosednjo Alžirijo, kjer še vedno živijo kot begunke in begunci. Saharke in Saharci, ki so ostali pod maroško okupacijo, doživljajo eno najhujših kršitev človekovih pravic na svetu. Nadzor nad njo si lastita tako Kraljevina Maroko kot tudi gibanje za neodvisnost Fronta Polisario (in vlada Demokratične arabske republike Sahare - DARS).
Odkar je bilo pod sponzorstvom Združenih narodov leta 1991 sklenjeno premirje, nadzoruje večino ozemlja Maroko, preostanek pa je v rokah Polisaria/DARS, ki ju podpira Alžirija. V mednarodnem okviru so velike sile, kot so Združene države Amerike, zavzele na splošno dvoumen in nevtralen odnos do stališč posameznih strani, in pritisnile na obe strani, da skleneta mirno rešitev. Tako Maroko kot Polisario sta poskušala utrditi svoj položaj s kopičenjem formalnih priznanj, večidel iz afriških, azijskih in latinskoameriških držav sveta v razvoju. Polisario je za DARS zbral formalno priznanje okrog 46 držav in si pridobil članstvo v Afriški uniji, stališče Maroka pa so podprle države Arabske lige. V obeh primerih so se v preteklih dveh desetletjih ob spremembah mednarodnih tokov priznanja podeljevala in umikala.